# Бара да Тижука
Бара да Тижука (порт. Barra da Tijuca) је стамбена четврт у западној зони Рио де Жанеира. Четврт излази на залив Гуанабара и посједује плажу дужине 18 km, као и три велика и неколико мањих језера. Једна од три велике авеније у Бари носи назив Ајртон Сена и спаја је са четврти Jacarepaguá. Гдје год поглед сеже из ове четврти у видокругу се увијек нађе неко језеро и планински обронак, или пак море, односно залив.